# Pierre Pascal
Pierre Alfred Anatole Pascal (Mons-en-Barœul, 16 aprile 1909 – Roma, 13 gennaio 1990) è stato un poeta, saggista, iranista, orientalista yamatologo, diplomatico e traduttore francese.
Amico di Henry de Montherlant, Julius Evola e Charles Maurras, Pascal fu condannato in contumacia all'ergastolo (1946) nel suo Paese, dopo la seconda guerra mondiale, per "collaborazionismo intellettuale" con il governo filo-nazista di Vichy, pur senza aver avuto ruoli politici o militari di rilievo, ma si rifugiò in Germania nel 1944 e in Italia già nel 1945 dove visse e lavorò tutta la vita senza subire l'estradizione. Per un periodo ebbe l'immunità diplomatica come Cancelliere all'ambasciata imperiale iraniana nella Santa Sede. In Italia svolse un'importante opera di traduzione e di scrittura, come poesie e un'interessante opera biografica e giornalistica sugli ultimi giorni di Mussolini. Morì a Roma ed è sepolto nel cimitero del Verano.

## Biografia
Discendente del marchese Alexandre Gonsse de Rougeville, figlio del chimico Paul Pascal e di Laurence Césarine Couvreur, si appassionò alla poesia giapponese dopo aver trascorso, adolescente, un anno in Giappone al seguito del padre. 
Intraprese la carriera militare come ufficiale nella Legione straniera; nel 1927 incontrò Charles Maurras, del quale divenne sostenitore e discepolo «à la vie à la mort».
Intorno alla metà degli anni trenta fondò e diresse la casa editrice Éditions du Trident, le cui pubblicazioni iniziarono a Parigi e proseguirono nel dopoguerra a La Spezia. Nel 1934 fondò la rivista Eurydice (Cahiers de poesie et d'humanisme), con un programma orientato verso una «Poesia sana e vigorosa, eloquente e nutrita di Bello e di Bene, quindi di Vero». Alla rivista collaborarono anche Paul Valéry, Charles Maurras, Pierre de Nolhac, Henri de Régnier e Xavier de Magallon.
Scrisse una quindicina di opere tra raccolte di poesie epiche, come Ode alla terza Roma del 1935, per la quale vinse il premio di poesia Paul Verlaine, e lavori su Maurras e André Chénier. Collaborò con Dante (rivista italiana pubblicata a Parigi), L’Âge Nouveau e La Phalange. 
Nell'ottobre 1931 sposò Louise Marie Eugénie Cassal (1900-1984). Nel 1935 Maurras suggerì al ministro degli esteri francese, Pierre Laval, il nome di Pascal, che aveva il vantaggio di parlare fluentemente italiano, per tentare un'azione diplomatica che ebbe quale risultato l'accordo Mussolini-Laval.
Nell'aprile 1936, accolse l'invito del ministro Giuseppe Bottai rivolto a lui, a Philippe de Zara e a Daniel-Rops, quali «rappresentanti delle varie tendenze delle giovani generazioni», a tenere conferenze in Italia; all'Istituto fascista di cultura di Roma tenne la conferenza "L'esprit au service de la Cité". Nel 1937 vinse un premio dell'Académie française per alcuni suoi versi che furono anche fissati in placche di bronzo sulle torrette della corazzata Dunkerque.
In Italia scrisse le Elegie romane, una celebrazione della "Terza Roma" elogiate da Maurras paragonandole alle canzoni civili di Pascoli e Leopardi.
Aderì al governo di Vichy, durante il quale fu segretario del Matin, poi redattore capo de La Voix de la France e ispettore della propaganda radiofonica per l'estero. Caduto il governo, riparò in Italia, una volta lasciato il Castello di Sigmaringen, nuova sede del governo di Pétain.

### Il trasferimento in Italia
Emigrato dalla Francia, nell'estate del 1944, in ragione della caduta dello Stato Francese collaborazionista, dopo breve soggiorno in Germania, ai primi d'aprile del 1945 trovò rifugio e asilo politico, grazie a Benito Mussolini, nella Repubblica Sociale Italiana, al Vittoriale degli italiani di Gardone Riviera, che già fu residenza di Gabriele d'Annunzio. Con Mussolini, che conosceva dall'aprile 1935, ebbe un lungo colloquio in francese, di «elevato tono spirituale, con digressioni mistiche ed estetiche», tradotto in italiano da Emilio Bodrero e pubblicato in Mussolini alla vigilia della sua morte e l'Europa (1949). Parte del colloquio descritto da Pascal col Duce del fascismo è così riassunto da Marcello Veneziani:
Pascal in seguito scrisse la breve opera ''Mussolini alla vigilia della sua morte e l'Europa (1949).
Grande ammiratore di d'Annunzio, mise in salvo le lettere d'amore del poeta italiano all'amante e traduttrice, nonché amica di Pascal, Nathalie de Goloubeff. Una parte della corrispondenza fu pubblicata, con la curatela di Pascal, nel volume Le livre secret de Gabriele d'Annunzio et de Donatella Cross, per la casa editrice Il Pellicano di Neri Pozza.
Nel 1946 Pascal fu sottoposto a procedimento penale in Francia; pur lavorando alla Biblioteca vaticana ed essendo un fedele cattolico, il cardinale e orientalista Eugène Tisserant rifiutò di intercedere in suo favore poiché era stato segretario privato di Maurras, che essendo un non-credente (si convertì in extremis solo nelle ultime settimane di vita nel 1952) era definito dal cardinale come «colpito dalla Chiesa per il suo insegnamento ateo e immorale». La giustizia francese lo condannò in contumacia all'ergastolo e ai lavori forzati per "collaborazione intellettuale con il nemico". Un certo Vieilledent, «commissario del Governo provvisorio della Repubblica», in una requisitoria, in cui chiedeva per lui la pena di morte, lo additò quale «amico di Benito Mussolini e di Charles Maurras, uomo d'azione, polemista pericoloso e sottile...».
Trasferitosi a Roma, trovò ospitalità nella Villa Gangalandi del principe Lancellotti, poi per un periodo nel palazzo residenziale dei Caetani Lovatelli, già abitazione e salotto letterario della contessa e archeologa Ersilia Caetani Lovatelli. Pascal non tornò mai più in Francia, la condanna non fu mai revocata né coperta dall'amnistia del 1953, ma nemmeno venne estradato dalla Repubblica Italiana antifascista nata nel dopoguerra, in quanto il mandato di cattura valeva solo in Francia e Parigi non presentò mai domanda formale.

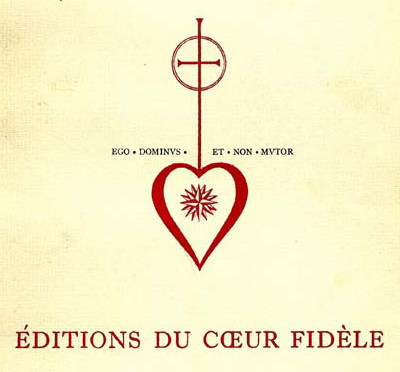
Logo della casa editrice Éditions du Cœur Fidèle

Nel dopoguerra venne nominato, dallo scià di Persia Mohammad Reza Pahlavi, Cancelliere dell'Ambasciata Imperiale dell'Iran presso la Santa Sede, dove rimase circa dieci anni; in questo periodo ebbe l'immunità diplomatica. 
Nel 1958 fondò con Luigi Moretti a Roma, nella sede dell'Agenzia Italia di Umberto Ortolani, la casa editrice Éditions du Cœur Fidèle (emanazione di una «Legio Fidelis», che ebbe quali membri Pascal, Luigi Moretti e Yvon De Begnac).
Pascal scrisse haiku disciplinati dalla metrica nipponica e dall'uso tradizionale delle rime. Per questo motivo, fu ammesso, unico europeo, nell'Accademia Imperiale "Foresta dei Pennelli". Sotto il titolo Nettare del Drago riunì mille e più haiku, tanka e kōan, preceduti da un saggio dedicato a L'Arte di scrivere senza scrivere. 
Per questo saggio, Henry de Montherlant aveva mandato a Pierre Pascal un progetto di proemio, ma che non fu mai ripreso e concluso.
Nel 1950 pubblicò una raccolta di 55 haïkaïs e tankas, In morte di un Samurai, in ricordo del generale Tōjō, il quale fu giustiziato per impiccagione a Tokyo il 23 dicembre 1948. L'opera fu musicata da Maurice Delage, per baritono e orchestra da camera. Nel 1951 scrisse la prefazione a Mussolini aneddotico di Asvero Gravelli e nel 1956 curò un volume collettaneo di testimonianze alla memoria di Rodolfo Graziani.
Fu discepolo di René Guénon ed ebbe rapporti epistolari con Yukio Mishima. All'origine dei contatti, intorno al 1950, vi fu la richiesta di delucidazioni sul Martyre de Saint Sébastien di d'Annunzio, che Mishima si apprestava a tradurre; nelle mani di Mishima era già pervenuta la corrispondenza, curata da Pascal, fra il poeta e l'amante Nathalie de Goloubeff. Pascal scrisse inoltre la prefazione alla prima traduzione italiana del saggio Sole e acciaio.
Incontrò più volte Padre Pio da Pietrelcina e ne riassunse la vita nella seguente affermazione: «un miracolo di obbedienza»; durante un incontro, avvenuto negli anni '60, il frate avrebbe rievocato benevolmente Charles Maurras, il paladino del nazionalismo francese condannato dalla Chiesa ufficiale, confidando a Pascal che un «eroe», non più «sordo», vegliava su di lui.
Gli organi ai quali egli collaborò nel dopoguerra furono Nouvelle École, Lecture et tradition, Arthos, Cahiers de l'herméneutique, Labrys, ma anche la rivista del Comune di Roma Capitolium e Palatino. Sul primo sono da ricordare una serie di fotografie commentate che presentano Roma in una veste inusuale, negli angoli e nei dettagli; sul secondo è da ricordare una traduzione nel gergo parigino di Er morto de campagna di Cesare Pascarella, preceduta, a modo di proemio, dal verbale di ritrovamento di un cadavere in un bosco, durante l'A. D. 1864.

### L'opera di traduttore

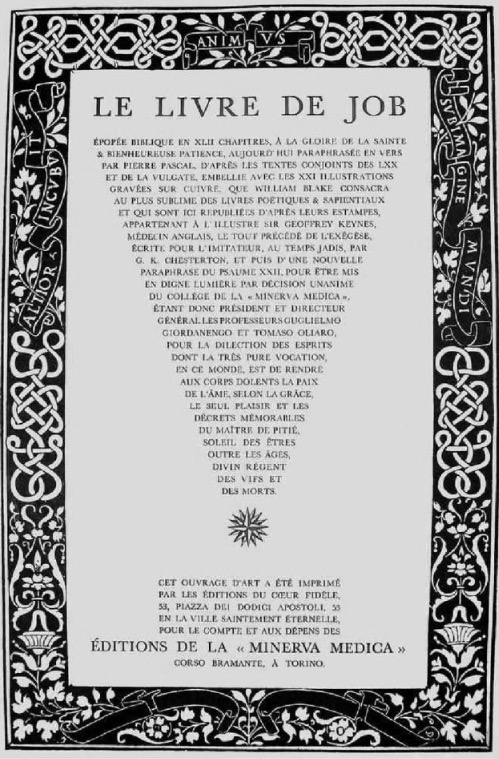
Le livre de Job, Roma, 1967

A Roma fu anche bibliotecario del Pontificio Seminario Francese e si dedicò all'attività di traduttore. Entrò in contatto con Julius Evola, del quale divenne amico e traduttore per il francese: La doctrine de l'éveil (1956), Révolte contre le monde moderne (1969), Masques et visages du spiritualisme contemporain (1972).
Esperto di cultura classica e orientale, in modo particolare, come detto, della cultura giapponese, tradusse in francese e in italiano Heia no Hakken (La via dell'Eternità) di Shinshô Hanayama, libro che racconta come seppero morire i criminali di guerra giapponesi ma considerati, in patria, infelici eroi ai quali furono dedicati santuari shintoisti a Tokyo e un tempio buddhista a Kanazawa. Per questa traduzione e per il commento che ne fece, l'imperatore del Giappone gli offrì una sepoltura nella cripta di questo tempio, in cui furono sepolti alcuni di questi militari condannati, onore che Pascal declinò. Oltre che traduttore, Pascal è autore delle note e dei commenti, quasi un coautore, tant'è la copia, la ricchezza informativa e l'acume delle note e dei commenti ai singoli capitoli.
Continuò comunque ad avere rapporti con l'ambiente culturale francese, in particolare con Montherlant e Pierre Boutang e rimase sempre un fedele cattolico tradizionalista, criticando le riforme liturgiche e l'ecumenismo del Concilio Vaticano II. Fu altresì vicino a Julius Evola, filosofo pagano tradizionalista; lo visitò poco prima della morte e scrisse la cronaca giornalistica della deposizione dell'urna con una parte delle ceneri di Evola in un ghiacciaio sulle Alpi valdostane, da parte di Renato del Ponte e della guida alpina David. Conobbe Roger Peyrefitte (anche lui residente nella capitale) e lo accusò di avere diffamato e spinto al suicidio il suo amico Montherlant a Parigi; le ceneri di Montherlant furono poi sparse a Roma da Gabriel Matzneff e dal figlio adottivo dello scrittore.
A Pascal si deve una duplice traduzione, francese e italiana (quest'ultima nella collana della Boringhieri Enciclopedia di autori classici, diretta da Giorgio Colli) delle Quartine del poeta persiano ʿUmar Khayyām; un lavoro di ricostruzione filologica, molto più fedele all'originale rispetto alla classica traduzione di Edward FitzGerald (il più noto traduttore di Khayyām). L'edizione si basa principalmente su un manoscritto conservato nella biblioteca dell'Università di Cambridge, insieme al Chester Beatty di Dublino (il codex kahyyamien di Mohammad Ali Foroughi) e a due manoscritti (Suppléments Persans nn. 1777 e 1417) conservati presso la Bibliothèque National di Parigi. Nel 1963 realizzò una parafrasi in versi alessandrini dell'Apocalisse di Giovanni di Patmos, cui seguì, nel 1967, una parafrasi in versi del Libro di Giobbe, preceduta da uno studio inedito di Chesterton, scritto nel 1932 appositamente per Pascal. Tradusse, inoltre, i poeti persiani Baba Taher (Les Robâ 'iyyât) e Abu Saʿīd ibn Abi l-Khayr, Cesare Della Riviera, Johannes de Monte-Snyder e due saggi di Enrico Castelli: Il Tempo esaurito e Il significato della casistica (quest'ultimo sulla rivista Dieu vivant di Jean Daniélou).
Per le edizioni del Mercure de France, tradusse lo scritto autobiografico di Benito Mussolini Parlo con Bruno (dedicato al figlio aviatore deceduto in un incidente aereo), le poesie di Emily Brontë e i poemi di Edgar Allan Poe; del quale approntò anche una traduzione della poesia Il corvo, pubblicata a Roma, nel 1970, con un apparato di note e interpretazioni. Nel 1970 fece rappresentare a Parigi, al Théâtre de la Ville, con lo pseudonimo di Pierre de Rougeville, un suo adattamento teatrale del Cantico dei Cantici.
Scrisse nel 1975, a proposito della diffusione del buddhismo in occidente: 

### Ultimi anni
(Pierre Pascal)
Nel 1983 il compositore Yvon Bourrel mise in musica due suoi lavori: per canto e piano, una traduzione in francese, Sancta Maria, del poema Hymn contenuto nel racconto Morella di Poe; per solo, coro e piccola orchestra, una parafrasi in versi francesi del Cantico delle Creature.
Visse gli ultimi anni nell'indigenza. Morì ottantenne a Roma, nel gennaio 1990; il decesso fu annunciato dall'editore francese delle sue opere, per la casa editrice Diffusion de la Pensée Française, ma passò quasi inosservata in Francia. Pascal fu sepolto al Cimitero del Verano nella cappella dei Caetani Lovatelli. Sulla lapide è scritto: «Poeta e scrittore in esilio».

## Poetica
Poeta di ascendenza maurrassiana, forte e nutrito, riconobbe per maestro Mistral, dalla musa «solare» e «sonora». Pascal fu l'autore, fra l'altro, d'una Ode trionphale en l'honneur de la troisiènne Rome et du Duce, protecteur des moissons, dei cités et des Arts Latins e anche di un poema epico sul modello della tradizione arcaica (l'epica come narrazione di eventi storici): Eloge perpétuel de la Sibylle d'Erythrée et de César Auguste fondateur de l'Empire, risposta di un francese al messaggio che Gabriele d'Annunzio indirizzò il 27 agosto 1935 a «tous les bons chevaliers de France et d'Italie» per onorare il bimillenario di Augusto, per commemorare la conquista di Abissinia e la creazione del nuovo impero d'Italia.
Una delle maggiori ambizioni di Pierre Pascal fu di rinnovare nella sua poesia la tradizione dei poeti civici (Pindaro, Orazio, Ronsard, Malherbe, Chénier, Lamartine, Hugo), distanziandosi da quei poeti che possono vivere – sull'esempio della Pléiade e dei Symbolistes –, anche nel mezzo delle guerre di religione e dei più violenti dibattimenti, unicamente occupati dai loro rosai e dai loro amori. Pascal non ha temuto l'attualità politica.
Nonostante ciò – l'osservazione è di Xavier de Magallon – «mai la sua poesia è scesa al livello degli avvenimenti da cui è scaturita». Ciò che ha cantato, con una foga sincera e sapiente, e che è valso alla sua Sibylle d’Erythrée di apparire allo stesso tempo in lingua originale e in traduzione italiana, è la necessità dell'unione latina e l'amore nei confronti di una patria che, come affermava d'Annunzio, «va dalle Fiandre francesi al mare di Sicilia».
La poesia di Pascal è di una ricchezza sorprendente per vocabolario, immagini, apostrofi, invocazioni, prosopopee. Le sue strofe ricordano spesso le Odes di Ronsard, per la prodigalità e il groviglio dei ricordi e talvolta per l'oscurità dell'erudizione mitologica.
Negativo fu invece il giudizio che Paul Léautaud espresse su Pascal nel suo Journal littéraire, definendolo «un versificatore imbelle e falsamente erudito, un denigratore di tutti dietro le spalle e un finto amico davanti».

## Premi
- 1935 - Prix Paul Verlaine de la Maison de la poésie.[50]
- 1936 -  Prix Saint-Cricq-Theis de l'Académie française per Dunkerque, croiseur cuirassé.[51]
- 1940 - Prix Max Barthou de l'Académie française.[48]

## Opere

### Poesia
- Pierre Pascal, Ode triomphale en l'honneur de la troisieme Rome et du Duce, protecteur des moissons, des cites et des arts latins, preambule de Xavier de Magallon, Parigi, Éditions du Trident, 1934.
- Pierre Pascal, Pean naval pour celebrer la naissance du croiseur-cuirasse Dunkerque et son augural bapteme, Parigi, Éditions du Trident, 1935.
- Pierre Pascal, Ode liturgique a Paris citadelle des justes arche de paix capitale du royaume, frontespice de Maxime Real del Sarte; à l'auteur: Charles Maurras, Xavier de Magallon, Ariel, Nicolas Beauduin, Henry Courmont, Henri-Philippe Livet, Arthur Nicolet, Noël de la Houssaye, Pasquale Piazzolla, Joseph Rouault, Parigi, Éditions du Trident, 1937.
- Pierre Pascal, Eloge perpetuel de la Sybylle D'Erythree et de Cesar Auguste, fondateur de l'Empire : precede du Tombeau seculaire de Pierre de Nolhac, traduction de Mario Ronchetti; preambule de Xavier de Magallon, poemes liminaires d'un italien et de Joseph Rouault; Le chant millenaire de Jacques Vinour, Parigi, Éditions du Trident, 1938.
- Pierre Pascal, Chant funèbre pour les cadets de l'Alcazar, Clermont-Ferrand, F. Sorlot, 1941.
- Pierre Pascal, In morte di un Samurai ; seguito da l'Apologia per un fiore di Camelia bianca, Roma, Diamante, 1950.

### Studi dannunziani
- Ébauches érotiques pour le musée secret de Gabriele d'Annunzio découvertes par Pierre Pascal, Parigi, Jacques Haumont, 1944.
- Le livre secret de Gabriele d'Annunzio et de Donatella Cross : sauve de la destruction et commente par Pierre Pascal, Padova, Il Pellicano, 1947.
- Le livre secret de G. d'A. et de D. C. : sauvé de la destruction et commenté par Pierre Pascal. Tome prémier, Padova, Ed. Le Tre Venezie, 1948.

### Vari
- Pierre Pascal, Mussolini alla vigilia della sua morte e l'Europa : colloquio con il poeta francese Pierre Pascal (2 aprile 1945), traduzione di Emilio Bodrero, Roma, L'arnia, 1948.
- Pierre Pascal, Discours sur les abominations de la Nouvelle Église, prefazione di József Mindszenty, Bruxelles, Editions du Baucens, 1976.
- Pierre Pascal, Gouttes de rosée sur un sabre nu, Braine-le-Comte, Lettera Amorosa, 1976.
- Pierre Pascal, Risoluzione aritmetica del Memento mori cifrato di santa Teresa d'Avila. Insieme alla primissima Cantio sanctae Teresiae, La Spezia, Edizioni del Tridente, 1978.
- Pierre Pascal - Commentaires arithmétiques, géométhriques et alquimiques à Le Courbeau par Edgar Allan Poe. Carmagnola, 1978.
- Pierre Pascal, Maurras: Honori et Vindictae Sacrum, Chiré en Montreuil, Éditions de Chiré, 1986.